# Luke Narraway

a Compétitions nationales et continentales officielles uniquement.

b Matchs officiels uniquement.
Dernière mise à jour le 18 septembre 2017.
Luke James W. Narraway, né le 7 septembre 1983 à Worcester (Angleterre), est un joueur de rugby à XV qui joue avec l'équipe d'Angleterre. Il joue principalement au poste de troisième ligne centre mais évolue parfois sur l'aile avec le XV de la Rose.

## Carrière

### En club
Après avoir commencé le rugby à Kings School, il commence le rugby professionnel avec le Gloucester RFC le 4 mai 2003 lors du match contre les Leeds Tykes comptant pour le Zurich Premiership. Lors des deux saisons suivantes, il ne joue que quelques matchs. C'est à partir de la saison 2005-2006 qu'il devient un membre régulier de l'équipe première du club anglais. Il fait notamment ses débuts en compétition européenne en jouant des rencontres du Challenge européen qu'il remporte avec son club. Il s'agit du premier titre de sa carrière. En 2009, il joue la finale de la Coupe d'Angleterre mais Gloucester s'incline largement devant la province galloise des Cardiff Blues : le club anglais encaisse sept essais et n'en marque qu'un seul.
En 2012, il rejoint l'USA Perpignan pour deux saisons.
- 2003-2012 : Gloucester RFC
- 2012-2014 : USA Perpignan
- 2014-2017 : London Irish
- 2017-2018 : Coventry RFC

### En équipe nationale
Il connaît sa première cape internationale le 2 février 2008 contre l'équipe du pays de Galles dans le cadre du Tournoi des Six Nations. Il participe ensuite à la tournée d'été en Nouvelle-Zélande. En 2009, il dispute deux rencontres du Tournoi des six nations. En mai de la même année, il participe à la Churchill Cup avec les England Saxons.
S'il évolue principalement au poste de troisième ligne centre comme dans son club, il est parfois placé à l'aile.
- 7 sélections
- Sélections par année : 5 en 2008, 2 en 2009
- Tournoi des Six Nations disputés : 2008, 2009.

### Entraîneur
| Saison      | Club                  | Division | Poste  | Classement            | Coupe d'Europe | Challenge européen            |
| ----------- | --------------------- | -------- | ------ | --------------------- | -------------- | ----------------------------- |
| 2018 - 2019 | Union Bordeaux Bègles | Top 14   | Avants | 10e                   | -              | Éliminé en poule              |
| 2020 - 2020 | Dragons               | Pro14    | Avants | 5e de la conférence A | -              | Éliminé en huitième de finale |

## Palmarès

### En club
- Vainqueur du Challenge européen en 2006
- Finaliste de la Coupe d'Angleterre en 2009